# Jesús María, Aguascalientes
Jesús María är en kommun i centrala Mexiko i delstaten Aguascalientes. Den är belägen strax nordväst om delstatens huvudort Aguascalientes och ingår i dess storstadsområde. Centralorten Jesús María har cirka 45 000 invånare, med strax över 100 000 invånare i hela kommunen.